# Аїріман
Аїріман (англ. Airiman) — корінний народ Північної території Австралії.
За Норманом Тіндейлом, аїріман займають територію 2100 км2. Волтер Спенсер зустрів це плем'я у верхів'ях річки Фіцморіс. 
Плем'я пізніше описав американський антрополог Денієл Девідсон, однак Тіндейл повідомляє, що Денієл помиляється і плутає аїріман і нгарінман.